# Challenge League
La Challenge League es la segunda división semiprofesional del fútbol suizo, 10 equipos compiten en ella. Los campeones ascienden a la Superliga de Suiza, y los dos últimos clasificados descienden a la Promotion League. El segundo clasificado disputa una promoción con el 9.º clasificado de la Super League, el ganador juega en la máxima categoría del fútbol suizo de la siguiente temporada.
La liga era llamada Nationalliga B hasta el verano de 2003.

## Equipos temporada 2025-26
| Club                | Ciudad            | Estadio                        | Capacidad |
| ------------------- | ----------------- | ------------------------------ | --------- |
| Yverdon-Sport FC    | Yverdon-les-Bains | Stade Municipal de Yverdon     | 6,000     |
| Étoile Carouge FC   | Carouge           | Stade de la Fontenette         | 3,600     |
| FC Stade Nyonnais   | Nyon              | Colovray                       | 7,200     |
| FC Aarau            | Aarau             | Stadion Brügglifeld            | 9,300     |
| FC Vaduz            | Liechtenstein     | Rheinpark Stadion              | 7,838     |
| AC Bellinzona       | Bellinzona        | Estadio Comunal de Bellinzona  | 5,000     |
| Neuchâtel Xamax     | Neuchâtel         | Stade de la Maladière          | 11,997    |
| Stade-Lausana-Ouchy | Lausana           | Stade Olympique de la Pontaise | 15,850    |
| FC Wil 1900         | Wil               | IGP Arena                      | 6,958     |
| FC Rapperswil-Jona  | Rapperswil-Jona   | Stadion Grünfeld               | 2,500     |

## Palmarés
| Temporada | Campeón           | Subcampeón        | Promoción                                                                                 |
| --------- | ----------------- | ----------------- | ----------------------------------------------------------------------------------------- |
| 2003-04   | FC Schaffhausen   | FC Vaduz          | Neuchâtel Xamax 2-0 Vaduz 2-1 Neuchâtel Xamax (Neuchâtel ganador 3:2 en agregado)         |
| 2004-05   | Yverdon-Sport FC  | FC Vaduz          | Schaffhausen 1-1 Vaduz 0-1 Schaffhausen (Schaffhausen ganador 2:1 en agregado)            |
| 2005-06   | FC Lucerna        | FC Sion (*)       | Sion 0:0 Neuchâtel Xamax 0:3 Sion (Sion ganador 3:0 en agregado)                          |
| 2006-07   | Neuchâtel Xamax   | AC Bellinzona     | Bellinzona 1:2 Aarau 3:1 Bellinzona (Aarau ganador 5:2 en agregado)                       |
| 2007-08   | FC Vaduz          | AC Bellinzona (*) | Bellinzona 3:2 St. Gallen 0:2 Bellinzona (Bellinzona ganador 5:2 en agregado)             |
| 2008-09   | FC St. Gallen     | FC Lugano         | Lugano 1:0 Lucerna 5:0 Lugano (Lucerna ganador 5:1 en agregado)                           |
| 2009-10   | FC Thun           | FC Lugano         | Bellinzona 2:1 Lugano 0:0 Bellinzona (Bellinzona ganador 2:1 en agregado)                 |
| 2010-11   | FC Lausanne       | Servette FC (*)   | Bellinzona 1:0 Servette 3:1 Bellinzona (Servette ganador 3:2 en agregado)                 |
| 2011-12   | FC St. Gallen     | FC Aarau          | Sion 3:0 Aarau 1:0 Sion (Sion ganador 3:1 en agregado)                                    |
| 2012-13   | FC Aarau          | AC Bellinzona     | promoción no disputada                                                                    |
| 2013-14   | FC Vaduz          | FC Lugano         | promoción no disputada                                                                    |
| 2014-15   | FC Lugano         | Servette FC       | promoción no disputada                                                                    |
| 2015-16   | FC Lausanne Sport | FC Wil            | promoción no disputada                                                                    |
| 2016-17   | FC Zürich         | Neuchâtel Xamax   | promoción no disputada                                                                    |
| 2017-18   | Neuchâtel Xamax   | FC Schaffhausen   | promoción no disputada                                                                    |
| 2018-19   | Servette FC       | FC Aarau          | Xamax 0-4 Aarau 0-4 Xamax (pen. 5-4) (Xamax Ganador y permanece en la Superliga De Suiza) |
| 2019-20   | FC Lausanne-Sport | FC Vaduz(*)       | Vaduz 2-0 Thun 4-3 Vaduz (Vaduz ganador 5:4 en agregado)                                  |
| 2020-21   | Grasshoppers      | FC Thun           | Thun 1-4 Sion 2-3 Thun (Sion ganador 6:4 en agregado)                                     |
| 2021-22   | FC Winterthur     | FC Schaffhausen   | FC Schaffhausen 2-2 FC Lucerna 2-0 FC Schaffhausen (Lucerna ganador 4:2 en agregado)      |
| 2022-23   | Yverdon-Sport FC  | FC Lausanne Sport | FC Sion 0-2 FC Stade-Lausana-Ouchy 4-2 FC Sion (Lausana-Ouchy ganador 6:2 en agregado)    |
| 2023-24   | FC Sion           | FC Thun           | Grasshopper 1-1 Thun 1-2 Grasshopper (Grasshopper ganador 3:2 en agregado)                |
| 2024-25   | FC Thun           | FC Aarau          | Grasshopper 4 - 0 Aarau 1-0 Grasshopper (Grasshopper ganador 4:1 en agregado)             |

- (*) clubes ascendidos al vencer en la promoción.